# 湯馬斯·利達
湯馬斯·利達（Thomas Ritter，1967年10月10日—），生于格爾利茨，德國职业足球运动员，现已退役，他只替德國在1993年10月13日友誼賽對烏拉圭中上陣過1次。

## 榮譽
- 东德足球高级联赛: 1989

## 連結
- （德文） Profile at transfermarkt.de[永久]